# Hieronymus Richter
Hieronymus Richter (* 11. Januar 1837 in Altwilmsdorf, Landkreis Glatz, Provinz Schlesien; † 8. April 1899 in Glatz) war ein deutscher Genre- und Historienmaler.

## Herkunft und Werdegang
Hieronymus Richter war der dritte von sieben Söhnen eines Vergolders und Staffierers.
Nach dem Abschluss des Katholischen Gymnasiums in Glatz studierte er mit Unterstützung seines Onkels, des Großdechanten Anton Ludwig aus Ebersdorf, vom 1. Mai 1858 bis 1863 Malerei in der Antikenklasse bei Wilhelm von Kaulbach und Johann von Schraudolph an der Königlichen Akademie der Bildenden Künste in München. Besonders beeinflusste ihn Schraudolphs Christliche Kunst. Schon mit seinem ersten Werk „Der zwölfjährige Jesus unter den Lehrern im Tempel“, das er auf Bestellung des Reichsgrafen von Magnis für die Kirche in Ullersdorf schuf, fand er große Anerkennung. Seine Studienreisen führten ihn durch Deutschland und Italien sowie nach Paris.
Nach der Rückkehr nach Glatz war er von 1865 bis 1883 Zeichenprofessor am Glatzer Gymnasium und gründete ein Atelier. Er erhielt zahlreiche Aufträge für Altar- und andere Kirchengemälde, für Kreuzwegstationen und Votivbilder. Außerdem schuf er historische Darstellungen und porträtierte geistliche und weltliche Würdenträger. Manche seiner religiösen Bilder wurden in der Düsseldorfer Kunstschule gestochen und sind dadurch weit bekannt geworden.
Als Anerkennung erhielt Richter 1883 vom Preußischen Minister der geistlichen, Unterrichts- und Medizinal-Angelegenheiten den Professorentitel verliehen. Er war Mitglied des Münchner Vereins für Christliche Kunst.

## Werke (Auswahl)
- Altwaltersdorf, Pfarrkirche St. Laurentius: Gemälde der Seitenaltäre
- Ebersdorf bei Neurode: Hauptaltargemälde
- Freiwalde, Filialkirche St. Martin: Altarbild St. Leonhard
- Glatz, Dekanatskirche Mariä Himmelfahrt: Altargemälde Heiliger Franz-Xaver
- Habelschwerdt, Stadt- und Pfarrkirche St. Michael: 13 Gemälde der Kreuzwegstationen; Altargemälde St. Antonius (1864); Krankenhauskapelle: Altargemälde Maria Hilf (1869)
- Hermsdorf, Pfarrkirche St. Martin: Altargemälde hl. Johannes Nepomuk (1870)
- Lewin, Pfarrkirche St. Michael: Altargemälde Muttergottes (Ende 19. Jh.)
- Neurode, Pfarrkirche St. Nikolaus: Gemälde Rosenkranzaltar, Josephsaltar, Herz-Jesu-Altar und Franziskusaltar
- Niederschwedeldorf, Pfarrkirche der Apostel Simon und Judas Thaddäus: Gemälde Hauptaltar (1894)
- Patschkau, Pfarrkirche St. Johannes Evangelist: Gemälde der Seitenaltäre
- Wölfelsgrund, Pfarrkirche St. Joseph: Altargemälde
- Wallfahrtskirche Maria Schnee im Glatzer Schneegebirge: mehrere Votivbilder